# 鍋掛村
鍋掛村（なべかけむら）は栃木県の北東部、那須郡に属していた村である。

## 地理
- 河川：那珂川

## 歴史
- 1889年（明治22年）4月1日 町村制施行により、鍋掛村、野間村、越堀村、寺子村の一部が合併し那須郡鍋掛村が成立する。
- 1955年（昭和30年）1月1日 黒磯町、東那須野村、高林村と合併し黒磯町を新設する。
- 1970年（昭和45年）11月1日 黒磯町が市制施行し黒磯市となる。
- 2005年（平成17年）1月1日 黒磯市が西那須野町、塩原町と合併して那須塩原市を新設する。

## 道路
- 国道4号線（黒磯バイパス）
- 県道72号線（奥州街道→明治6年 陸羽街道と改称）※鍋掛宿、越堀宿が存在した。鍋掛公民館前の広場には松尾芭蕉の句碑が存在する。
- 県道34号線（鍋掛街道）
- 湯街道　当該村から那須温泉へ向かう為の道。現在は部分的にのみしか残っておらず、その名はJR東北線黒磯駅北側1つ目の踏切の呼称「湯街道踏切」（表示あり）を残すのみとなってしまったが、国道4号沿いヤマト運輸黒磯営業所北側〜鍋掛七区の間は黒磯市街への生活道路として現在も利用されている。